# Claire Dinkla
Claire Dinkla (22 juni 2002) is een Nederlands voetbalspeelster. Ze speelt als keeper bij Feyenoord in de Vrouwen Eredivisie.

## Clubcarrière
Dinkla speelde in het Ajax Talententeam in de Talentencompetitie, en werd in seizoen 2019/20 toegevoegd aan de selectie van het Eredivisie-team. De laatste wedstrijd van de Eredivisie Cup tegen ADO Den Haag speelde Dinkla haar eerste officiële wedstrijd voor de hoofdmacht van Ajax.
In het voorjaar van 2021 tekende Dinkla een contract voor een seizoen bij sc Heerenveen. In seizoen 2022/23 tekende ze een contract bij Fortuna Sittard, die ook met een vrouwenteam mee gingrn doen in de Vrouwen Eredivisie. Dit contract werd vervolgens tweemaal met een jaar verlengd. Na het seizoen 2024/25 hield Fortuna Sittard vanwege financiële moeilijkheden op met bestaan, waarna Dinkla de club gedwongen moest verlaten. Ze vond in competitiegenoot Feyenoord haar nieuwe werkgever.

## Statistieken
| Seizoen | Club                       | Land      | Competitie | Wedstrijden | Doelpunten |
| ------- | -------------------------- | --------- | ---------- | ----------- | ---------- |
| 2018/19 | Beloften Ajax              | Nederland | Beloften   | 0           | 0          |
| 2018/19 | Ajax                       | Nederland | Eredivisie | 0           | 0          |
| 2019/20 | Beloften Ajax              | Nederland | Beloften   | 0           | 0          |
| 2019/20 | Ajax                       | Nederland | Eredivisie | 0           | 0          |
| 2019/20 | Nationale vrouwenploeg O19 | Nederland | O19        | 1           | 0          |
| 2020/21 | Ajax                       | Nederland | Eredivisie | 5           | 0          |
| 2021/22 | sc Heerenveen              | Nederland | Eredivisie | 22          | 0          |
| 2022/23 | Fortuna Sittard            | Nederland | Eredivisie | 0           | 0          |
| 2023/24 | Fortuna Sittard            | Nederland | Eredivisie | 4           | 0          |
| 2024/25 | Fortuna Sittard            | Nederland | Eredivisie | 22          | 0          |
| 2025/26 | Feyenoord                  | Nederland | Eredivisie | 22          | 0          |
| Totaal  | Totaal                     | Totaal    | Totaal     | 53'         | --         |

Laatste update: 2 juli 2025

## Interlandcarrière
Dinkla stond in het doel voor Oranje O15, O16, O17 en O18.
1 Weimar ·
3 Takeshige ·
4 Verspaget ·
5 Obispo ·
6 Brandau ·
7 Teulings ·
8 Pijnenburg ·
9 Koopman ·
10 Van de Westeringh ·
14 De Graaf ·
16 Van Eijk ·
17 Van der Sluijs ·
18 Heij ·
19 Stoit ·
20 Szymczak ·
21 Van Bentem ·
23 Itamura ·
24 Baptiste ·
25 Van de Lavoir ·
26 De Paus ·
27 DellaPeruta ·
28 Hulswit ·
29 Lont ·
33 Van Kerkhoven ·
42 Buabadi ·
Van Deursen ·
Dinkla ·
Coach: Torny
Assistent-coach: Pieters
Assistent-coach: Tjaden
Keeperstrainer: Van der Kaaij